# Hanušovce nad Topľou
Hanušovce nad Topľou (węg. Tapolyhanusfalva) – miasto na Słowacji w kraju preszowskim, w powiecie Vranov nad Topľou; liczy ponad 3700 mieszkańców (2011). Do 1927 miasto nazywało się Hanušovce, istnieje także wieś Spišské Hanušovce.

## Położenie
Miasto leży w pagórkowatym terenie, budowanym głównie utworami fliszowymi, w dolinie Medzianskeho potoka uchodzącego tuż niżej do Topli. Przepływa przez nie również Hanušovský potok. Centrum miasta leży na wysokości 207 m n. p. m., a jego tereny na wysokości 160—420 m n. p. m.

## Historia
Najstarsze osadnictwo na terenie miasta miało miejsce już na przełomie eneolitu i epoki brązu. Historyczną osadę założył po roku 1312, na ziemiach będących wówczas we władaniu rodu Abów, niejaki Hanus. Został on jej sołtysem i od jego imienia osada otrzymała nazwę. Pierwsza bezpośrednia wzmianka o niej pochodzi z roku 1332, kiedy wzmiankowana jest jako Hanusfalwa. Później występuje jako  villa Johannis (1355), Hanuswagasa (1359), Hanussowcze (1773), Hanušovce nad Topľou (1927). W języku węgierskim funkcjonowała jako Hanusfalu lub Tapolyhanusfalva. W tymże 1332 r. osada otrzymała prawa miasta prywatnego, w tym  przywileje targowe.
W roku 1427 miasto liczyło 136 domów. W połowie XV w. działały w jego okolicy oddziały taborytów, zwanych tu "bratrzykami" (słow. bratríci). Znane było z wysokiego poziomu nauczania miejscowej szkoły. Od połowy XIV w. należało do Sósych z Solivaru, od XVIII w. do Dessewffych i Berzeviczych. V roku 1787 miało miasto 112 domów i 896 mieszkańców, a w roku 1828 - 168 domów i 1269 mieszkańców. Do XIX w. utrzymała się jego rola jako lokalnego ośrodka targowego. Mieszkańcy zajmowali się rolnictwem i rzemiosłem (słynne były wyrabiane tu fajki).

## Zabytki
- Kościół katolicki p.w. Wniebowzięcia Marii Panny, wczesnogotycki z 1280 r. Murowany, jednonawowy, z wieżą dostawioną na osi. Przebudowany w XVIII w., zachował jednak wiele pierwotnych elementów architektonicznych[8].
- Dzwonnica koło kościoła. Murowana, barokowa, nakryta dachem czterospadowym z hełmem i latarnią, z 1742 r.
- Kościół ewangelicki, klasycystyczny z 1783 r. Murowany, jednonawowy, z przysadzistą wieżą na osi, przebudowany empirowo w roku 1820.
- Kasztel Sósych (tzw. Mały; słow. Šoóšovský kaštieľ, Malý kaštieľ). Renesansowa, murowana, dwukondygnacyjna budowla z narożną wieżą, z 1564 r.
- Kasztel Dessewffych (tzw. Wielki; słow. Dežőfiovský kaštieľ, Veľký kaštieľ). Późnorenesansowy, murowany, dwukondygnacyjny, z kwadratowymi wieżami na narożnikach, z XVII w., w połowie XVIII w. przebudowany barokowo. Obecnie siedziba muzeum (słow. Vlastivedné múzeum Hanušovce nad Topľou)[8].

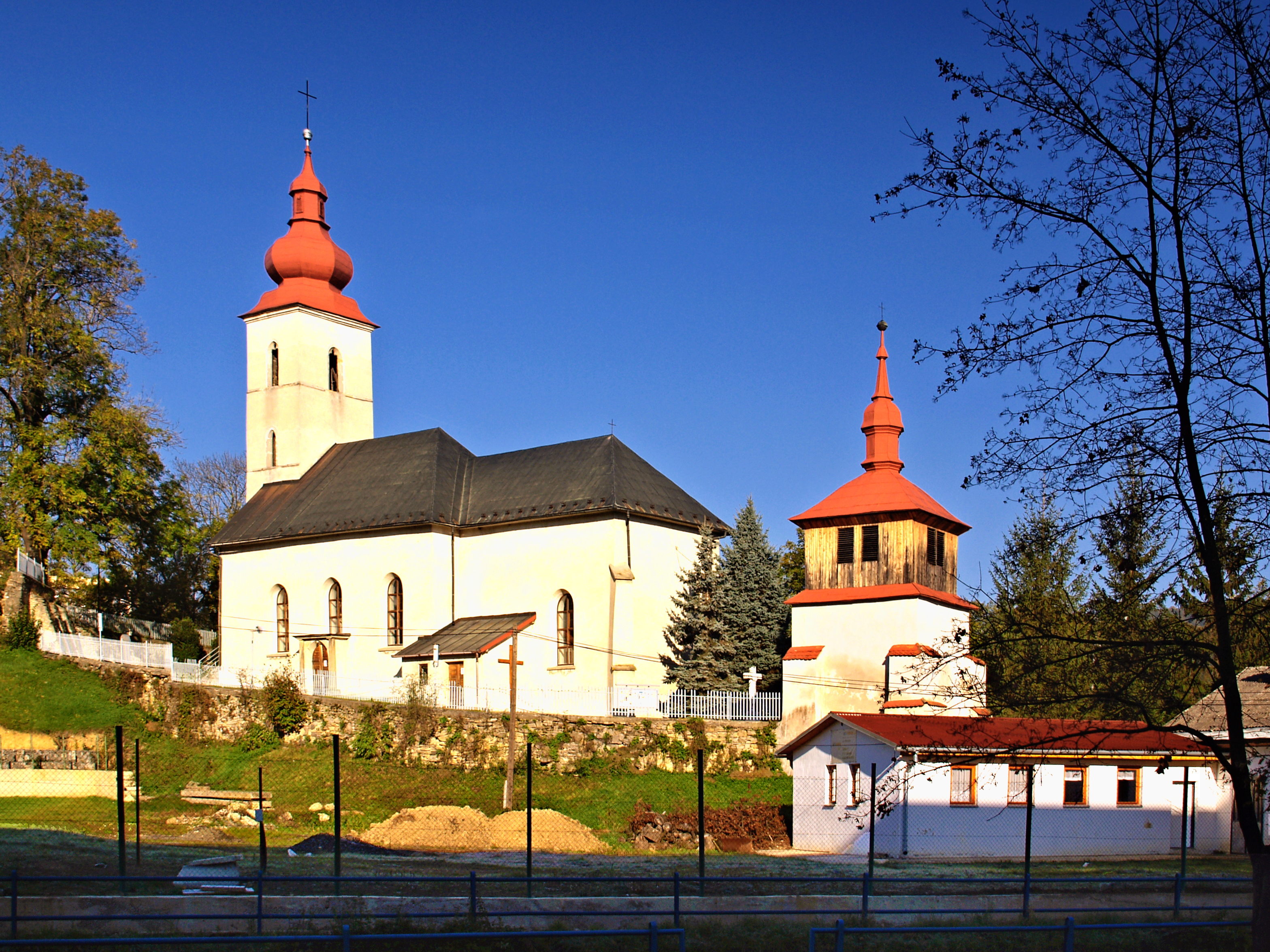
Kościół Wniebowzięcia Marii Panny i dzwonnica
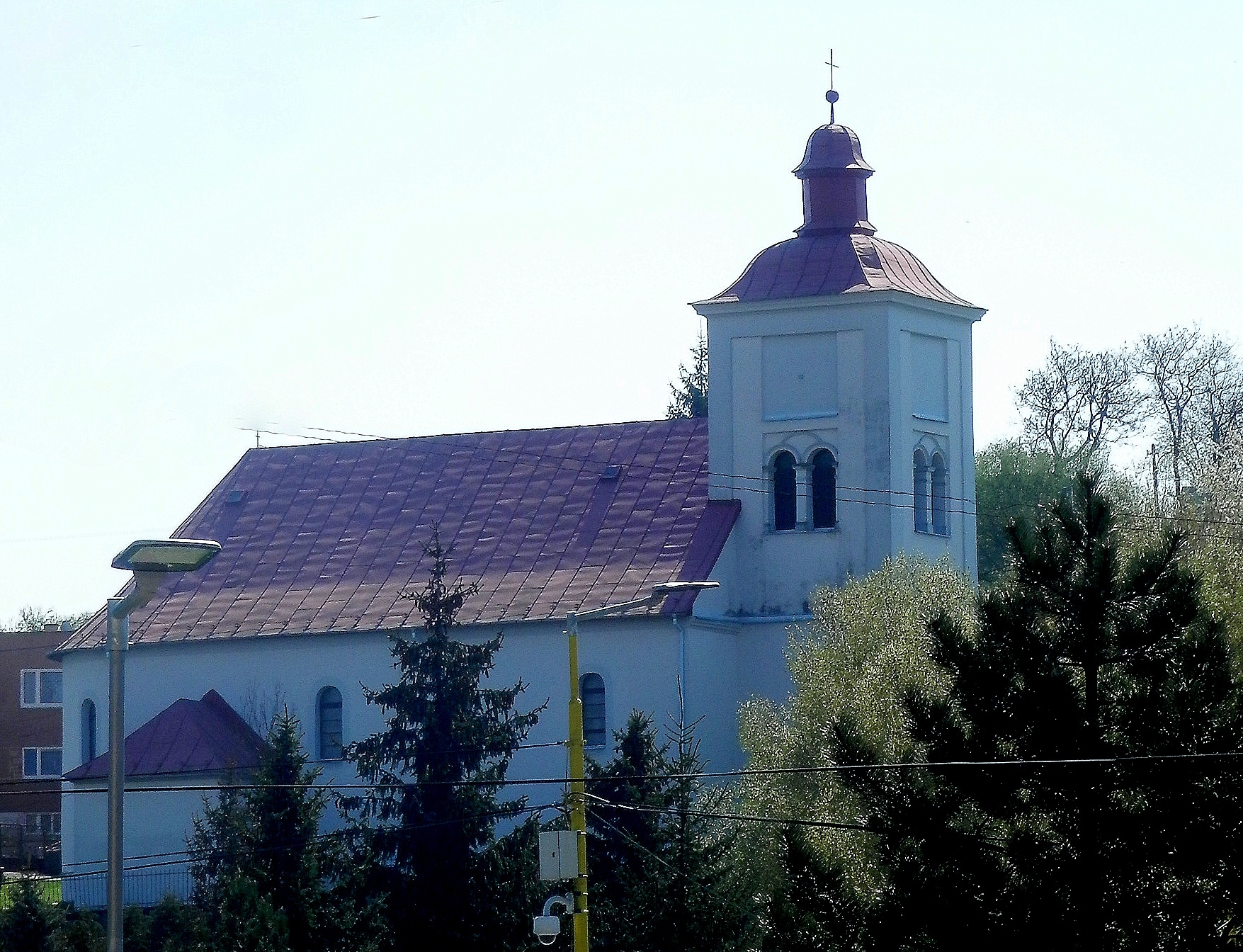
Kościół ewangelicki
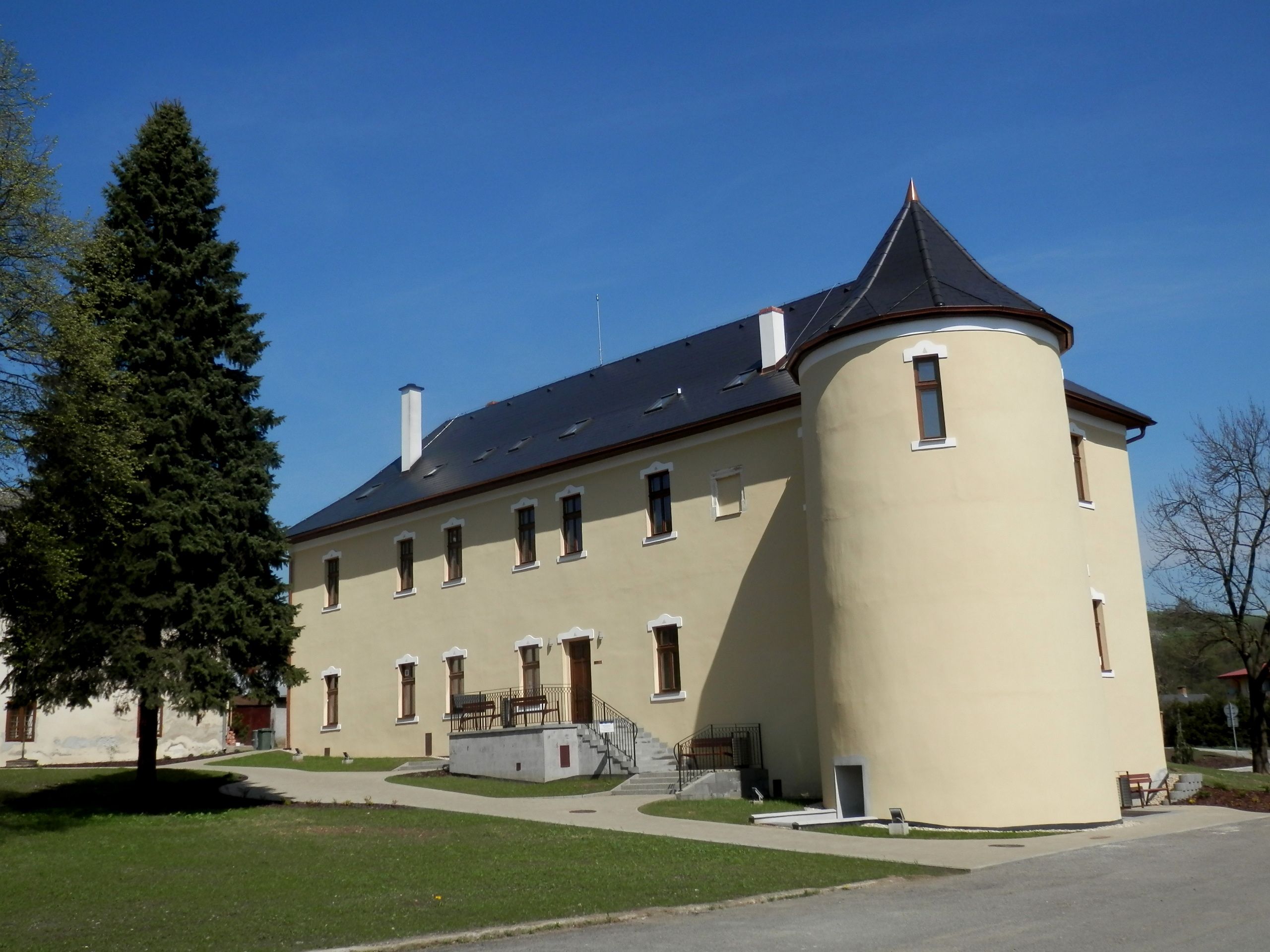
Kasztel Sósych (Mały)
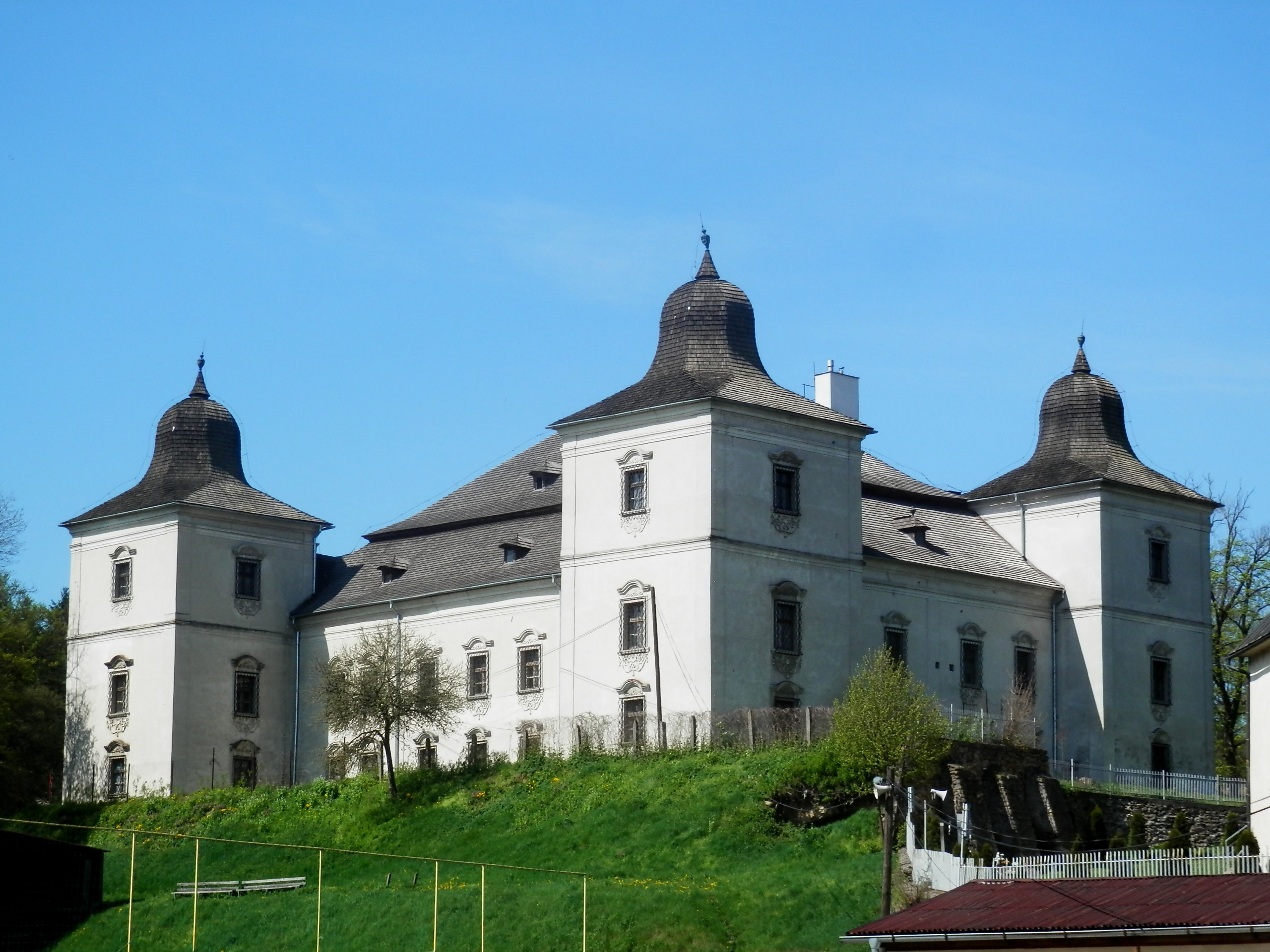
Kasztel Dessewffych (Wielki)